# Discographie de Mike Patton
Au fil de sa carrière musicale, Mike Patton a participé à l'enregistrement de nombreux albums. Sa discographie inclut celle de Mr. Bungle, celle de Fantômas, celle de Tomahawk, celle de Peeping Tom et une grande partie de celle de Faith No More. Il a également travaillé sur de nombreux albums avec John Zorn. Cette page regroupe la liste des albums sur lesquels Mike Patton a joué ou chanté.

## Discographie

### Avec Mr. Bungle
- 1986 - The Raging Wrath of the Easter Bunny (démo)
- 1987 - Bowel of Chiley (démo)
- 1988 - Goddammit I Love America (démo)
- 1989 - OU818 (démo)
- 1991 - Mr. Bungle
- 1995 - Disco Volante
- 1999 - California
- 2020 - The Raging Wrath of the Easter Bunny Demo

### Avec Faith No More
- 1989 - The Real Thing
- 1989 - Kerrang! Flexible Fiend 3 (compilation insérée dans le magazine; Faith No More interprète "Sweet Emotion", qui deviendrait plus tard "The Perfect Crime"[1].)
- 1990 - Live at the Brixton Academy (album live)
- 1991 - Les Aventures de Bill et Ted (Faith No More joue "The Perfect Crime"[2].)
- 1992 - Angel Dust
- 1993 - Songs To Make Love To (maxi)
- 1993 - Judgment Night - Soundtrack (Faith No More & Boo-Yaa Tribe jouent "Another Body Murdered".)
- 1995 - King for a Day... Fool for a Lifetime
- 1995 - Metallurgy, Vol. 1 (compilation; Faith No More joue "Engove (Caffeine)".)
- 1997 - Album of the Year
- 1998 - Plagiarism (de Sparks; Faith No More jouent sur deux titres)
- 1998 - Du riechst so gut '98 (maxi de Rammstein; Faith No More fait un remix de la chanson)
- 1998 - Who Cares a Lot? (best-of)
- 2003 - This Is It: The Best of Faith No More (best-of)
- 2005 - Epic and Other Hits (best-of)
- 2005 - The Platinum Collection (best-of)
- 2008 - The Works (best-of; coffret de trois CD.)
- 2009 - The Very Best Definitive Ultimate Greatest Hits Collection (best-of; deux CD dont un d'inédits)
- 2015 - Sol Invictus

### En solo

#### Albums Studio
- 1996 - Adult Themes for Voice
- 1997 - Pranzo Oltranzista
- 2010 - Mondo Cane

#### Bandes originales de film
- 2008 - A Perfect Place (distribuée avec le film du même nom en CD/DVD avec Ipecac Recordings.)
- 2009 - Crank: High Voltage
- 2011 - The Solitude of Prime Numbers
- 2013 - The Place Beyond the Pines
- 2018 - 1922

### Avec Fantômas
- 1998 - Great Jewish Music: Marc Bolan (compilation; Patton chante et joue tous les instruments de la piste "Chariot Choogle" sous le pseudonyme Fantômas.)
- 1999 - Fantômas
- 2001 - The Director's Cut
- 2002 - Millennium Monsterwork 2000 (album live de Fantômas et des Melvins jouant sous le nom de The Fantômas Melvins Big Band.)
- 2002 - Wanna Buy a Monkey? (album de Dan the Automator; la piste "Intro" contient de la musique de Fantômas.)
- 2003 - Masada Anniversary Edition Vol. 3: The Unknown Masada (album de John Zorn; Fantômas joue "Zemaraim".)
- 2004 - Delìrium Còrdia
- 2005 - Suspended Animation
- 2005 - Who Is It/Where Is The Line Mixes 12" Vinyl (album de Björk; la face B contient un remix de "Where Is The Line" par Fantômas.)
- 2005 - Fantômas/Melt-Banana Split Vinyl (split CD; Fantômas joue "Animali In Calore Surriscaldati Con Ipertermia Genitale".)

### Avec Tomahawk
- 2001 - Tomahawk
- 2003 - Mit Gas
- 2007 - Anonymous
- 2013 - Oddfellows

### AvecPeeping Tom

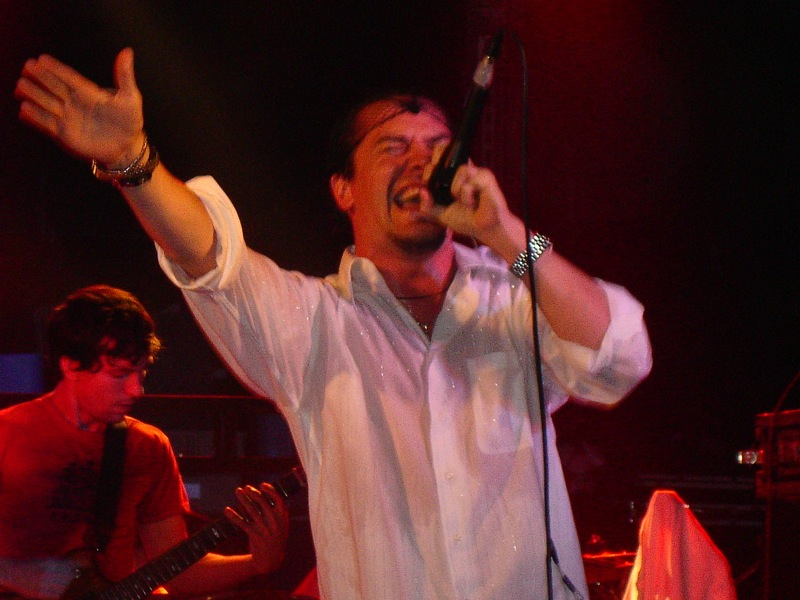
Peeping Tom en concert à Milan

- 2006 - Mojo Exclusive EP (maxi)
- 2006 - Peeping Tom
- 2007 - We're Not Alone - Single

### AvecTētēma(duo avecAnthony Pateras)
- 2014 - Geocidal
- 2020 - necroscape

### AvecDead Cross
- 2017 - Dead Cross
- II (2022, Ipecac, Three One G)

### Avec John Zorn
- 1992 - Elegy (album de John Zorn; Patton chante sur tout l'album.)
- 1998 - Weird Little Boy (album de Weird Little Boy; collaboration entre John Zorn, Chris Cochrane, Trey Spruance, William Winant et Patton au chant et à la batterie.)
- 1999 - Taboo and Exile (Music Romance, Vol. 2) (album de John Zorn; Patton chante sur le titre "Bulls-Eye".)
- 2000 - The Big Gundown: John Zorn Plays The Music of Ennio Morricone (album de John Zorn; Patton chante "The Ballad of Hank McCain (Vocal)".)
- 2001 - The Gift (album de John Zorn; Patton chante sur le titre "Bridge to the Beyond".)

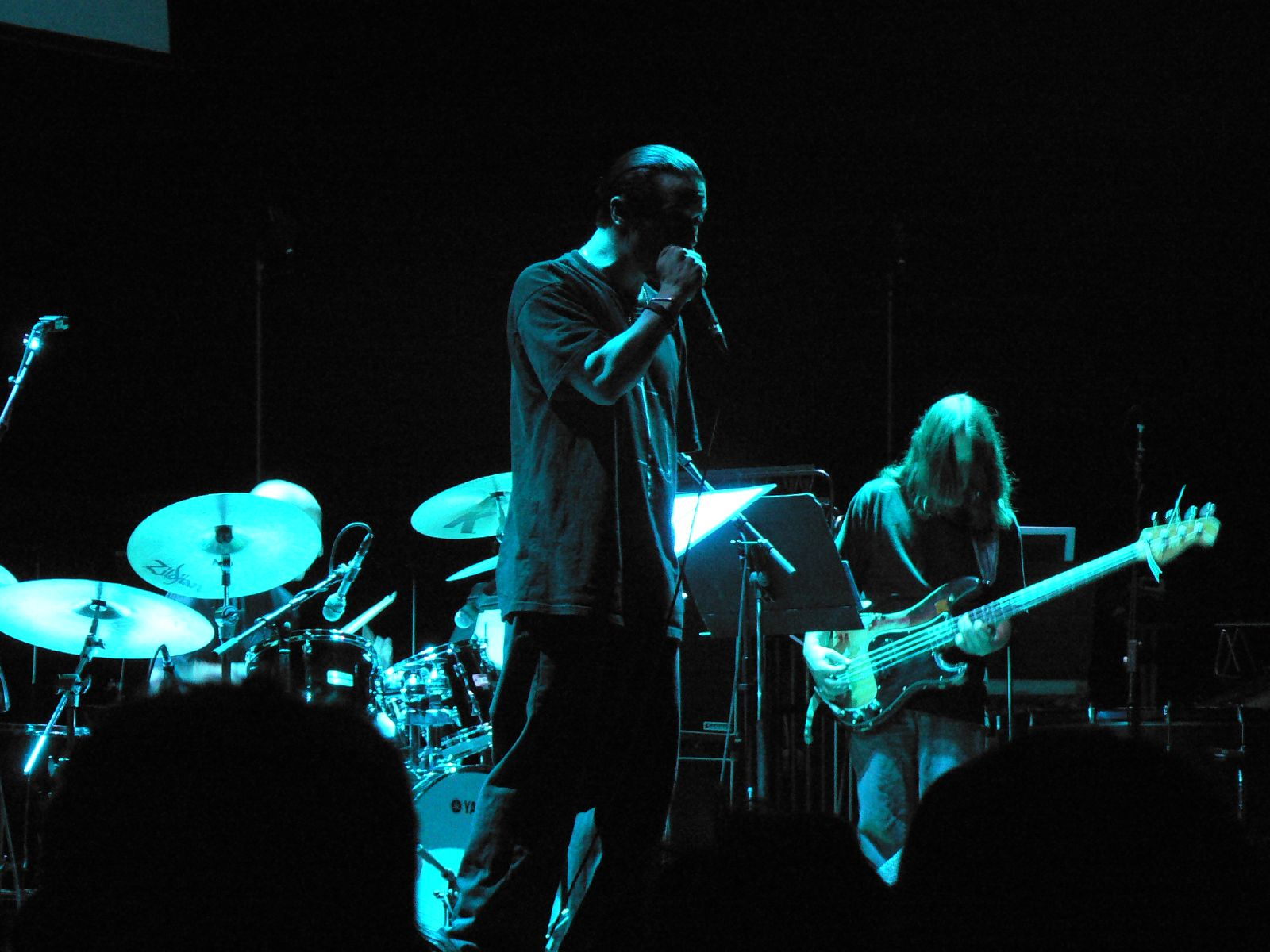
Le trio Moonchild en concert

- 2002 - Hemophiliac (Tzadik Limited Edition) (double album live/studio de Hemophiliac; collaboration entre John Zorn, Ikue Mori et Patton.)
- 2002 - IAO (album de John Zorn; Patton chante sur le titre "Leviathan".)
- 2003 - Masada Anniversary Edition Vol. 2: Voices in the Wilderness (compilation; Patton chante et joue tous les instruments sur la piste Kochot)
- 2004 - 50th Birthday Celebration Volume Six (album de Hemophiliac)
- 2005 - 50th Birthday Celebration Volume Twelve (album de Painkiller, un des groupes de John Zorn; Patton chante sur l'album.)
- 2005 - The Complete Studio Recordings (album de Naked City, un des groupes de John Zorn; Patton chante une "version vocale" de la piste Grand Guignol)
- 2006 - The Stone: Issue One (collaboration entre John Zorn, Dave Douglas, Bill Laswell, Rob Burger, Ben Perowsky et Patton.)
- 2006 - Moonchild: Songs Without Words (album de John Zorn; avec Trevor Dunn, Joey Baron et Patton.)
- 2006 - Astronome (album de John Zorn; avec Trevor Dunn, Joey Baron et Patton.)
- 2007 - Six Litanies for Heliogabalus (album de John Zorn; avec Trevor Dunn, Joey Baron, Ikue Mori, Jamie Saft et Patton.)
- 2008 - The Crucible (album de John Zorn; avec Mike Patton, John Zorn (alto sax), Trevor Dunn, Marc Ribot & Joey Baron.)
- 2010 - Ipsissimus (album de John Zorn; avec Mike Patton, John Zorn (alto sax, piano), Trevor Dunn, Marc Ribot & Joey Baron.)
- 2011 - A Dreamers Christmas (album de John Zorn / The Dreamers; Mike Patton chante sur The Christmas Song.)
- 2012 - Templars: In Sacred Blood (album de John Zorn; avec Mike Patton, John Medeski, Trevor Dunn & Joey Baron.)
- 2014 - The Last Judgment (album de John Zorn; avec Mike Patton, John Medeski, Trevor Dunn & Joey Baron.)

### AvecJean-Claude Vannier
- 2019 - Corpse Flower

### AvecKaada
- 2004 - Romances
- 2007 - Live (DVD live - collaboration avec Kaada.)
- 2016 - Bacteria Cult (album de Kaada/Patton - collaboration entre Kaada et Patton)

### Collaborations
- 1999 - She (album de Maldodor - collaboration entre Merzbow et Patton)
- 2001 - Music to Make Love to Your Old Lady By (album de Lovage - collaboration entre Dan the Automator, Jennifer Charles et Patton)
- 2002 - Irony is a Dead Scene (EP de The Dillinger Escape Plan avec Patton au chant)
- 2005 - General Patton vs. The X-Ecutioners (collaboration entre The X-Ecutioners et Patton)
- 2008 - Bird's Eye avec Serj Tankian (extrait de la BOF de "Body of Lies"de Ridley Scott
- 2012 - Laborintus II (collaboration entre l'Ensemble Ictus et Patton, hommage à Luciano Berio)

### Apparitions et compilations
- 1995 - Burn or Bury (album de Milk Cult ; Patton chante sur "Psychoanalytwist".)
- 1996 - Roots (album de Sepultura ; Patton chante sur la piste "Lookaway".)
- 1997 - Blood Rooted (album de Sepultura ; Patton chante et coécrit la piste "Mine".)
- 1997 - Great Jewish Music: Burt Bacharach (compilation ; Patton chant et joue les claviers sur la piste "She's Gone Away".)
- 1997 - Great Jewish Music: Serge Gainsbourg (compilation ; Patton chante et joue tous les instruments sur la piste "Ford Mustang".)
- 1997 - Fear No Love (album de Bob Ostertag ; Patton chante sur deux pistes.)
- 1997 - AngelicA 97 (comilation ; Patton chante sur deux pistes.)
- 1998 - Charlie (album de Melt-Banana ; des membres de Mr. Bungle et d'autres groupes chantent sur la piste "Area 877 (Phoenix Mix)".)
- 1999 - Memory Is An Elephant (album de Tin Hat Trio ; Patton chante sur la piste cachée "Infinito".)
- 1999 - Tribus (album de Sepultura ; Patton chante et coécrit la piste "The Waste".)
- 1999 - No Coração dos Deuses - Soundtrack (Patton participe à la piste "Procura O Cara" avec des membres de Sepultura.)
- 1999 - Song Drapes (album de Jerry Hunt ; Patton écrit et chante sur deux titres.)
- 2000 - Memory Is An Elephant (album de Tin Hat Trio ; Patton chante sur le morceau Infinito caché en fin d'album)
- 2000 - The Crybaby (album des Melvins ; Patton chante et joue des instruments sur la piste "G.I. Joe".)
- 2000 - Great Phone Calls (album de Neil Hamburger ; Patton chante sur la piste "Music of the Night".)
- 2000 - Down With The Scene (album de Kid 606; Patton chante sur la piste "Secrets 4 Sale".)
- 2001 - Kool Aid Party (morceau inédit de Team Sleep ; Patton chante avec Chino Moreno sur ce titre paru en face b d'un single anglais)
- 2002 - Rise Above: 24 Black Flag Songs to Benefit the West Memphis Three (compilation ; Patton chante sur la piste "Six Pack".)
- 2004 - Virginal Co Ordinates (album de Eyvind Kang ; Patton chante et joue des samples.)
- 2004 - Medúlla (album de Björk ; Patton chante sur deux pistes.)
- 2004 - White People (album de Handsome Boy Modeling School ; Patton chante sur la piste "Are You Down With It?".)
- 2004 - The End of the Fear of God (compilation ; Patton chante en duo avec Kid 606 sur la piste "Circle A".)
- 2005 - Oceanic: Remixes/Reinterpretations (album de Isis ; Patton fait un remix de la piste "Maritime".)
- 2005 - Burner (album de Odd Nosdam ; Patton chante sur la piste "11th Ave Freakout Pt 2".)
- 2005 - Wei-Wu-Wei (album de Corleone ; Patton chante sur la piste "Tutto diventerà rosso".)
- 2006 - Wishingbone (album de Subtle ; Patton chante sur la piste "Long Vein of the Voice".)
- 2006 - New Heavy (album de Dub Trio ; Patton chante sur la piste "Not Alone".)
- 2006 - Trouble – The Jamie Saft Trio Plays Bob Dylan (album de Jamie Saft Trio ; Patton chante sur la piste "Ballad of a Thin Man".)
- 2006 - Quero Saber (album de Carla Hassett ; Patton chante en duo avec elle sur la piste "Julia", une reprise des Beatles.)
- 2007 - Athlantis (album de Eyvind Kang ; Patton chante sur l'album.)
- 2007 - Vein (album de Foetus ; Patton fait un remix de la piste "How to Vibrate".)
- 2008 - Another Sound Is Dying (album de Dub Trio ; Patton chante sur la piste "No Flag".)
- 2008 - Profanation (Preparation for a Coming Darkness) (album de Praxis ; Patton chante sur la piste "Larynx".)
- 2008 - Transylvania (album de The Tango Saloon ; Patton chante sur la piste Dracula Cha Cha.)
- 2008 - Auk/Blood (album de Tanya Tagaq Gillis ; Patton chante sur la piste Fire Ikuma.)
- 2009 - Carboniferous (album de Zu ; Patton chante sur les pistes Orc et Soulympics.)
- 2009 - Join The Q (album de The Qemists ; Patton chante sur la deuxième piste "Lost Weekends".)
- 2009 - Umlaüt (album de Umlaüt (groupe du saxophoniste de Mr Bungle, Bär McKinnon); Patton chante sur la piste Atlas Face.)
- 2009 - Broken (album de Soulsavers ; Patton chante sur la piste Unbalanced Pieces avec Marc Lanegan.)
- 2010 - Beileid (album de Bohren & der Club of Gore ; Patton chante sur la piste Catch My Heart.)
- 2010 - Garden of Fainting Stars (album de The Book of Knots ; Patton chante sur la piste Planemo.)
- 2013 - Deltron 3030: Event II (album de Deltron 3030 ; Patton chante sur la piste City Rising From the Ashes.)
- 2013 - Book Of Souls: Folio A (album de Secret Chiefs 3 ; Patton chante sur la piste La Chanson de Jacky.)